# Ina Schnurr
Ina Schnurr (geboren 30. Dezember 1971) ist eine deutsche Juristin und Richterin am Bundespatentgericht in München.

## Beruflicher Werdegang
Ina Schnurr war ab dem 2. März 2005 Richterin am Landgericht Ulm.
Am 31. August 2011 wurde sie an das Bundespatentgericht berufen. Dort war sie zunächst weiteres rechtskundiges Mitglied in einem Marken-Beschwerdesenat. Da im Bundespatentgericht mehrheitlich naturwissenschaftlich ausgebildete Richter tätig sind, werden die Juristen als „rechtskundige Mitglieder“ bezeichnet. Ab 2012 war Schnurrs Pensum wegen Tätigkeiten in der Verwaltung reduziert. 2015 wechselte sie als weiteres rechtskundiges Mitglied in einen Juristischen Beschwerdesenat und Nichtigkeitssenat. 2021 wurde sie weiteres rechtskundiges Mitglied in einem Nichtigkeitssenat und dort regelmäßige Vertreterin des Vorsitzenden. Im Geschäftsverteilungsplan des Bundespatentgerichts 2022 ist sie als Vorsitzende Richterin eines Nichtigkeitssenats verzeichnet.

## Veröffentlichungen
- Kapitalmarktorientierte Rechtsformen für kleine und mittlere Unternehmen: eine rechtsvergleichende Analyse unter Berücksichtigung von kleiner AG und französischer SAS. Baden-Baden, Nomos-Verlagsgesellschaft, 1999